# Бункер (фильм, 2004)
«Бу́нкер» (нем. Der Untergang — закат, гибель, крушение) — фильм немецкого режиссёра Оливера Хиршбигеля о последних днях нацистской Германии, основанный на воспоминаниях Траудль Юнге, личного секретаря Адольфа Гитлера, а также на одноимённой книге (Der Untergang. Hitler und das Ende des Dritten Reiche — рус. Падение. Гитлер и крах Третьего рейха) историка Иоахима Феста. Натурные съёмки проводились в Берлине, Мюнхене, а также Санкт-Петербурге, один из кварталов которого напоминал Берлин 1945 года. Номинировался на премию «Оскар» в категории «Лучший фильм на иностранном языке» (2005).
Выход картины вызвал широкую общественную дискуссию в Германии.

## Сюжет
Ноябрь 1942 года, Растенбург (Восточная Пруссия). Гитлер выбирает Траудль Юнге своей секретаршей.
Два с половиной года спустя, 20 апреля 1945 года: Красная армия ведёт бои на ближних подступах к Берлину и уже обстреливает город из артиллерии. Адольф Гитлер со своими соратниками справляет свой последний, 56-й день рождения, который скорее напоминает пир во время чумы. Гитлер осознаёт полный крах всей своей жизни. Он утратил контроль над ситуацией, советские солдаты уже на улицах столицы нацистской Германии, приказы отдаются впустую, самые грандиозные планы не реализованы.
56-й корпус генерала Вейдлинга обороняется недалеко от Зееловских высот, во время артиллерийского налёта генералу звонят из бункера и говорят, что его расстреляют за перенос штаба на запад. После этого генерал едет в фюрербункер и докладывает фюреру о том, что его войска не отступали, а его штаб находится в 1 км от наступающих советских войск. Впечатлённый докладом генерала, Гитлер назначает Вейдлинга командующим обороной Берлина. Наверху военный хаос и превращающийся в руины Берлин. Внизу нарастающее отчаяние и чувство бессилия, которое сводится к бесславной и мучительной дилемме: самоубийство или капитуляция.
Все попытки организовать контрнаступление разбиваются из-за истощившихся ресурсов Рейха: не хватает оружия и боеприпасов, а Красная армия уже в 400 метрах от имперской канцелярии. Дивизии вермахта и ваффен-СС, состоящие уже из солдат фольксштурма (ополченцев) и гитлерюгенда, деморализованы и не боеспособны. Многие солдаты, понимая всю безвыходность положения, ищут спасения в алкоголе, самоубийстве или бегстве.
Проконсультировавшись с лечащим врачом, Гитлер и Ева Браун принимают по капсуле с цианистым калием. Фюрер вдобавок к этому стреляется. В бункере полнейший упадок духа. Попытка начальника генерального штаба генерала Кребса капитулировать на немецких условиях отвергается командующим 8-й гвардейской армией 1-го Белорусского фронта генерал-полковником В. И. Чуйковым как неприемлемая для советской стороны.

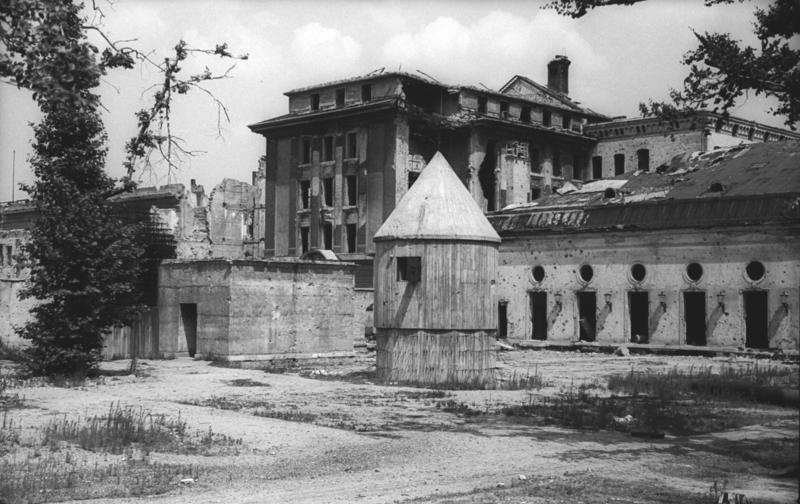
Бункер.

Семейство Геббельсов уходит из жизни: сначала мать Магда отравляет цианистым калием собственных детей, а затем её супруг Йозеф, рейхсминистр народного просвещения и пропаганды, убивает её и сам кончает с собой, застрелившись.
Бункер фюрера больше никому не нужен. Адъютанты Гитлера стреляются, взрывают себя и свои семьи, оставшиеся сжигают тела вождей перед входом в бункер и спешно покидают его, надеясь выбиться к западному фронту и сдаться в плен Союзникам.
Картина заканчивается статистикой Второй мировой войны и послевоенной историей некоторых исторических личностей фильма (Бормана, Гиммлера, Геринга, Миша, Траудль Юнге, Кейтеля, Йодля и других).

## В ролях
| Актёр                 | Роль                                                                                    |
| --------------------- | --------------------------------------------------------------------------------------- |
| Бруно Ганц            | фюрер и рейхсканцлер Германии Адольф Гитлер                                             |
| Александра Мария Лара | секретарь Гитлера Траудль Юнге                                                          |
| Юлиана Кёлер          | любовница, затем жена Гитлера Ева Браун                                                 |
| Ульрих Маттес         | министр народного просвещения и пропаганды Германии Йозеф Геббельс                      |
| Коринна Харфаух       | жена Геббельса Магда Геббельс                                                           |
| Дитер Манн            | начальник верховного командования вермахта Вильгельм Кейтель                            |
| Кристиан Редль        | начальник штаба оперативного руководства верховного командования вермахта Альфред Йодль |
| Рольф Канис           | начальник штаба верховного командования сухопутных войск Германии генерал Ганс Кребс    |
| Юстус фон Донаньи     | шеф-адъютант вермахта при Гитлере генерал Вильгельм Бургдорф                            |
| Михаэль Мендль        | командующий обороной Берлина генерал Гельмут Вейдлинг                                   |
| Олег Попов            | адъютант генерала Вейдлинга                                                             |
| Андре Хеннеке         | командующий обороной центральной части Берлина бригадефюрер СС Вильгельм Монке          |
| Хайно Ферх            | министр вооружения Германии Альберт Шпеер                                               |
| Матиас Гнедингер      | рейхсмаршал Герман Геринг                                                               |
| Томас Кречман         | офицер связи СС при Гитлере Герман Фегелейн                                             |
| Гёц Отто              | адъютант Гитлера Отто Гюнше                                                             |
| Анна Тальбах          | лётчик Ханна Райч                                                                       |
| Кристиан Беркель      | профессор Эрнст-Гюнтер Шенк                                                             |
| Елизавета Боярская    | медсестра Эрна Флегель                                                                  |
| Елена Дрейден         | Инге Домбровски                                                                         |
| Юрген Тонкель         | шофёр Гитлера Эрих Кемпка                                                               |
| Беттина Редлих        | повар Гитлера Констанция Манциарли                                                      |
| Михаил Трясоруков     | адъютант доктора Шенка шарфюрер СС Мюллер                                               |
| Александр Сластин     | генерал-полковник Василий Чуйков                                                        |
| Генрих Шмидер         | телефонист и телохранитель Гитлера обершарфюрер СС Рохус Миш                            |
| Юрий Шрадер           | переводчик                                                                              |
| Дмитрий Щербина       | советский солдат                                                                        |
| Оливер Штритцель      | электромеханик Йоханнес Хентшель                                                        |
| Дмитрий Кузора        | солдат вермахта                                                                         |

## Награды и номинации

### Награды
- 2005 — Премия британского независимого кино
  - Лучший зарубежный фильм
- 2005 — Кинофестиваль в Мар-дель-Плата
  - Лучший сценарий — Бернд Айхингер

### Номинации
- 2005 — Премия «Оскар»
  - Лучший фильм на иностранном языке
- 2004 — Премия European Film Awards
  - Лучший актёр — Бруно Ганц
- 2005 — Премия German Film Awards
  - Лучшая мужская роль — Бруно Ганц
  - Лучшая женская роль второго плана — Коринна Харфаух
  - Лучшая женская роль второго плана — Юлиана Кёлер
- 2006 — Премия «Гойя»
  - Лучший европейский фильм — Оливер Хиршбигель
- 2005 — Кинофестиваль в Мар-дель-Плата
  - Лучший фильм — Оливер Хиршбигель

## Съёмки в Санкт-Петербурге
В Санкт-Петербурге в качестве улиц Берлина 1945 года снимались:
- внутренний двор и часть помещений здания по адресу Московский проспект, дом 212,
- Английский проспект[2],
- улица Шкапина,
- река Мойка и Почтамтский мост[2][3],
- комплекс защитных сооружений Санкт-Петербурга от наводнений,
- завод Вулкан (съёмка во время демонтажных работ, проводимых «Ассоциацией по сносу зданий»).

## Критика, мнения
Как отмечает кандидат исторических наук, доцент кафедры всеобщей истории РАНХиГС Илья Женин: "Большие споры вызвало и то, как в фильме расставлены акценты, из-за чего у некоторых зрителей фигура фюрера могла вызвать сочувствие. Это, например, касается сцены, где Гитлер долго смотрит на портрет Фридриха Великого в надежде на повторение «Бранденбургского чуда».
Мне в фильме «Бункер» самым важным высказыванием представляются документальные кадры в самом начале и в его конце с настоящей Траудль Юнге, последней секретаршей фюрера. Она рассказывала, что в личном общении Гитлер был милым и обходительным человеком. О том, каким на самом деле тот был чудовищем, она поняла только после Нюрнбергского процесса, когда узнала о лагерях смерти, шести миллионах замученных евреев и прочих преступлениях нацистского режима. Заканчивается фильм такими её словами: "Я радовалась, что лично мне не в чем себя упрекнуть, я ведь ничего не знала об этом… [Но потом] я поняла, что молодость не может служить оправданием. Стоило лишь захотеть, во всем можно было разобраться".

## Пародии
Одна из сцен, в которой Гитлер, узнав об отказе Штейнера осуществлять контрнаступление под Берлином из-за нехватки сил, пускается в бешеную тираду, понимая, что война проиграна, стала основой для многих вирусных видео. Во многих роликах сохранены оригинальные реплики и добавлены новые субтитры так, чтобы казалось, что фюрер реагировал на некоторую неудачу в современном мире: в политике, спорте или науке.

### Мировые пародии
Одна пародия изобразила Гитлера, рассердившегося в ответ на запрет пользования Xbox Live. Именно эта пародия стала известной благодаря большому количеству просмотров на сайте YouTube и широкому освещению на игровых сайтах. К 2010 году было сделано тысячи пародий, включая такие, в которых высказывается недовольство самим созданием пародий.
Режиссёр картины в целом одобрил пародии, однако студия Constantin Film была возмущена этим и 21 апреля 2010 года продюсеры начали массовое удаление пародий с YouTube и его аналогов. Однако, с точки зрения Electronic Frontier Foundation, оснований для удаления пародий не было, так как они подпадают под добросовестное использование и в них нет никакого нарушения.
Также пародию на эту сцену можно увидеть в комедийно-фантастическом фильме «Железное небо», где подобный приступ гнева случается у политтехнолога и главы предвыборного штаба американского президента Вивиан Вагнер в исполнении актрисы Петы Сержант, когда она узнаёт, что план пиар-кампании ещё не готов — жестикуляция и планы лиц собравшихся воспроизводятся очень точно.
Более того, эпизод с гневом пародируется в сатирическом фильме «Он снова здесь», рассказывающем о воскресшем из мёртвых Гитлере. Фильм тоже снят компанией Constantin Film, и в силу этого «Бункер» не раз упоминается в сюжете. Также один из персонажей возмущается, почему на съёмки не пригласили Бруно Ганца.
В 2012 году на YouTube была загружена видеозапись интервью Бруно Ганца, где он будто бы высказал свою личную позицию относительно пародирования его персонажа фильма в вирусных видеороликах (однако вскоре было обнаружено, что субтитры «перевода» не соответствуют тому, о чём говорит актёр). Впрочем, несмотря на это, поклонники актёра в день его смерти загрузили на YouTube запись другой сцены, на которую наложены англоязычные субтитры, сообщающие о смерти Бруно.
Наиболее продуктивным YouTube-каналом, на котором выходили пародии на искомую сцену, стал Hitler Rants Parodies Архивная копия от 8 мая 2021 на Wayback Machine.

### Пародии в Рунете
Самыми популярными стали пародии, связанные с возможным запретом программной системы голосовой и видеосвязи Skype летом 2009 года, с закрытием в феврале 2010 года домена torrents.ru. Пародия Андрея Бочарова на тему запрета Skype, где была сделана озвучка с замаскированной под немецкую речь нецензурной лексикой, стала известным российским хитом.